# Oxytate minuta
Oxytate minuta là một loài nhện trong họ Thomisidae.
Loài này thuộc chi Oxytate. Oxytate minuta được miêu tả năm 2005 bởi Guo Tang, Chang-Min Yin & Peng.